# 13 Trianguli
13 Trianguli (13 Tri / HD 15335 / HR 720) es una estrella en la constelación de Triangulum de magnitud aparente +5,89. Se encuentra a 100 años luz de distancia del sistema solar.
13 Trianguli está clasificada como una enana amarilla de tipo espectral G0V.
Similar al Sol en ciertos aspectos, es ~ 55 K más caliente que este, con una temperatura efectiva de 5834 K.
Sin embargo, con una masa de 1,1 masas solares, se piensa que es una estrella más evolucionada que el Sol cuya edad más probable es de 6760 millones de años.
Su diámetro, que excede en un 80 % al diámetro solar, así como su luminosidad, 3,7 veces mayor que la luminosidad solar, corroboran su condición de estrella en evolución.
Posee una metalicidad claramente por debajo de la solar, en torno a un 56 % de la misma.
Igualmente, su contenido relativo de europio —elemento representativo del proceso-r— es inferior al de nuestra estrella ([Eu/H] = -0,12 ± 0,03).
No se ha detectado exceso en la radiación infrarroja emitida por 13 Trianguli ni a 24 ni a 70 μm, lo que parece descartar la presencia de una cantidad significativa de partículas de polvo alrededor de la estrella.